# Canton de Zoug
Pour les articles homonymes, voir Zoug (homonymie).
Le canton de Zoug (ZG, en allemand : Kanton Zug) est l'un des 26 cantons de la Suisse. Son chef-lieu est Zoug.

## Géographie
Le canton de Zoug culmine au Wildspitz, à 1 580 m d'altitude. Le point le plus bas se trouve sur le territoire de Hünenberg, au bord de la Reuss, à 388 m d'altitude. Avec une superficie de 238,69 km2, Zoug est le troisième plus petit canton de Suisse.

## Histoire

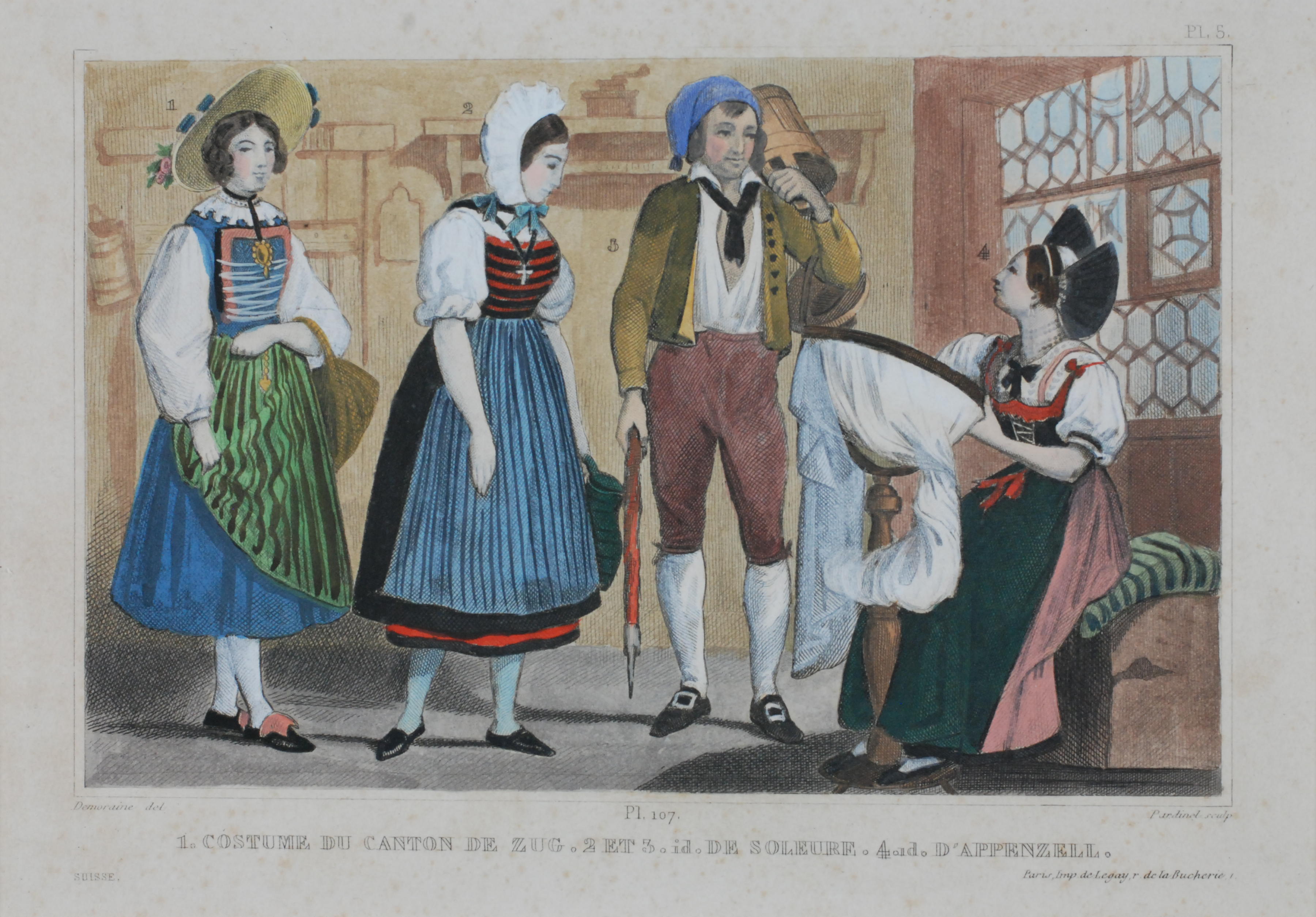
La femme à gauche porte un costume traditionnel du Canton de Zoug.

Le canton de Zoug passe aux mains des Habsbourg en 1261, puis il entre dans la Confédération le 27 juin 1352.

## Politique et administration

### Organisation politique
La constitution cantonale zougoise date de 1894, ce qui en fait la deuxième plus ancienne de Suisse, juste derrière celle d'Appenzell Rhodes-Intérieures. Le Conseil d'État est composé de sept membres élus selon le système de la représentation proportionnelle ; cette particularité n'est partagée en Suisse au niveau cantonal que par le canton du Tessin.
Depuis octobre 2018, tous les membres du Conseil d'État zougois sont issus de la droite politique : trois membres du Centre (anciennement PDC), deux UDC et deux PLR,. Le Grand Conseil est, quant à lui composé de 80 membres, élus au scrutin proportionnel plurinominal.
Au Grand Conseil, le groupe le plus important est le groupe du Centre, avec 19 sièges, suivi de l'UDC, 18 sièges et du PLR, 18 sièges. À gauche, les Verts ont 11 sièges et le PS en compte 8. Les Vert'libéraux ont 6 sièges.
Le canton de Zoug possède trois sièges au Conseil national et deux au Conseil des États.

### Organisation territoriale
- Liste des communes du canton de Zoug

### Sécurité
Pour assurer la sécurité de la population, le canton dispose d'une police cantonale.
Sur le plan pénitentiaire, le canton accueille sur son territoire l'établissement pénitentiaire de Bostadel,. Celui-ci est géré conjointement avec le canton de Bâle-Ville et sert à l'incarcération de détenus masculins pour des peines d'emprisonnement ou des internements.

## Démographie

### Population
Au 31 décembre 2022, le canton de Zoug est le neuvième canton le moins peuplé de Suisse, avec 131 164 habitants, soit 1,5 % de la population totale du pays. Sa densité de population atteint 550 hab/km2, très supérieure à la moyenne nationale.
Pour des raisons techniques, il est temporairement impossible d'afficher le graphique qui aurait dû être présenté ici.

### Religion
Plus de la moitié des habitants du canton revendiquent l'appartenance au catholicisme romain.
Le tableau suivant détaille la population du canton suivant la religion, en 2000 :
| Religion                       | Population | %      |
| ------------------------------ | ---------- | ------ |
| Catholiques romains            | +61 873,   | +061,8 |
| Protestants                    | +17 590,   | +017,6 |
| Communautés islamiques         | +04 248,   | +004,2 |
| Chrétiens-orthodoxes           | +02 620,   | +002,6 |
| Communauté de confession juive | +00148,    | +000,1 |
| Catholiques chrétiens          | +00064,    | +000,1 |
| Aucune appartenance            | +08 159,   | +008,2 |
| Autres                         | +05 350,   | +005,3 |
| Total                          | +100 052,  | +100,  |

Note : les intitulés des religions sont ceux donnés par l'Office fédéral de la statistique ; les protestants comprennent les communautés néo-apostoliques et les témoins de Jéhovah ; la catégorie « Autres » inclut les personnes ne se prononçant pas.

## Économie
Le canton de Zoug est l'un des plus riches de la Suisse : le PIB moyen par habitant  est le deuxième plus élevé de Suisse avec 153 895 CHF/an (en 2016), juste après le canton de Bâle-Ville avec 173 185 CHF/an (en 2016) et loin devant le canton de Genève qui se trouve à la 3e place avec 98 350 CHF/an.
L'impôt sur les bénéfices s'élève à 4 % quand les bénéfices sont inférieurs à 100 000 CHF, et à 7 % quand ils sont supérieurs. Le canton de Zoug est au 7e rang des 26 cantons suisses, concernant les impôts sur les sociétés les plus favorables. Grâce à une imposition à 0,02 ‰ sur le capital des sociétés-holding, le canton attire plus de 200 000 « sociétés boîtes aux lettres », devenant un paradis fiscal pour les multinationales.
De nombreux politiciens du canton se retrouvent dans les conseils d'administration des entreprises qui y sont localisées.
Le taux de chômage s'élève en 2007 à 1,9 %. La ville de Zoug et son canton abritent de nombreuses sociétés de courtage de matières premières, comme Glencore.

## Culture locale

### Emblèmes
Le canton de Zoug a pour emblèmes un drapeau et un blason. Les armoiries de Zoug se blasonnent : D’argent à la fasce d’azur.

### Langues
La langue officielle du canton est l'allemand.
Le tableau suivant détaille la langue principale des habitants du canton en 2000 :
| Langue                             | Locuteurs | %      |
| ---------------------------------- | --------- | ------ |
| Allemand                           | +85 142,  | +085,1 |
| Langues slaves de l'ex-Yougoslavie | +02 891,  | +002,9 |
| Italien                            | +02 525,  | +002,5 |
| Albanais                           | +01 146,  | +001,1 |
| Français                           | +01 138,  | +001,1 |
| Portugais                          | +00968,   | +001,  |
| Turc                               | +00871,   | +000,9 |
| Espagnol                           | +00689,   | +000,7 |
| Romanche                           | +00156,   | +000,2 |
| Autres                             | +04 526,  | +004,5 |
| Total                              | +100 052, | +100,  |